# Holcocerus holosericeus
Holcocerus holosericeus is een vlinder uit de familie houtboorders (Cossidae). De wetenschappelijke naam van deze soort is voor het eerst geldig gepubliceerd in 1884 door Staudinger.
De soort komt voor in tropisch Afrika.